# Carolyn Dunn
Carolyn Dunn (ur. 1 stycznia 1965) – kanadyjska aktorka telewizyjna i filmowa. Najbardziej znana jako Sylvie Girard, z serialu telewizyjnego Żar tropików. 

## Biografia
Urodziła się w 1965 roku na Cape Breton w Kanadzie. Już jako dziecko próbowała swych sił w łyżwiarstwie figurowym i w modelingu. Ostatecznie została aktorką. Pierwszym filmem z jej udziałem był Łamiąc wszystkie zasady (Breaking All The Rules, 1985). Później zagrała kilka innych ról, głównie epizodów. Sławę międzynarodową i status gwiazdy przyniosła jej rola Sylvie Girard w serialu telewizyjnym Żar tropików (Tropical Heat / Sweating Bullets, 1991 - 1993). Mimo sukcesu serialu, Carolyn Dunn nie utrzymała na długo statusu gwiazdy. W późniejszym okresie grywała w wielu innych produkcjach, ale przeważnie rolę drugoplanowe lub epizodyczne. Nie udzielała zbyt wielu wywiadów.
Ostatecznie wycofała się z aktorstwa i powróciła do Kanady. W 2008 roku otworzyła klinikę medycyny alternatywnej.

## Wybrana filmografia

### Filmy
- 1985: Łamiąc wszystkie zasady (Breaking all the rules)
- 1987: Miasto przemocy (Street Justice)
- 1990: Córka Hitlera (Hitler's Daughter)
- 2001: Criss Cross
- 2001: Seks, kłamstwa i obsesje (Sex, Lies & Obsession)
- 2009: The Death of Alice Blue

### Seriale
- 1991-1993: Żar tropików (Tropical Heat / Sweating Bullets; 66 odcinków)